# Áreas protegidas de Uzbekistán

Uzbekistán

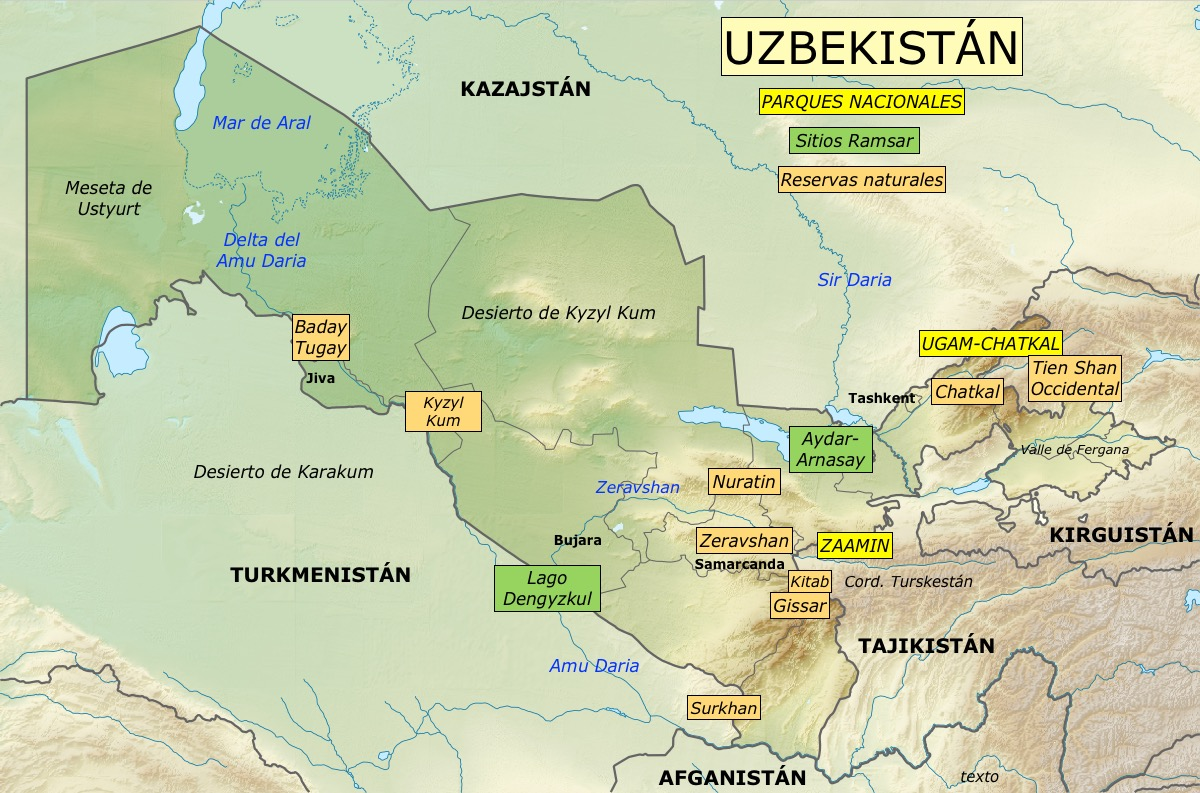
Áreas protegidas de Uzbekistán

Según la IUCN, en 2020 había en Uzbekistán 18 áreas protegidas, que ocupan 15 201 km², el 3,38% de la superficie de país, 405 363 km². Dos son parques nacionales, 2 son refugios naturales, 9 son reservas naturales estatales y 1 es un santuario natural o reserva parcial. De estas, una es patrimonio de la humanidad, otra es reserva de la biosfera de la Unesco y 2 son sitios Ramsar.

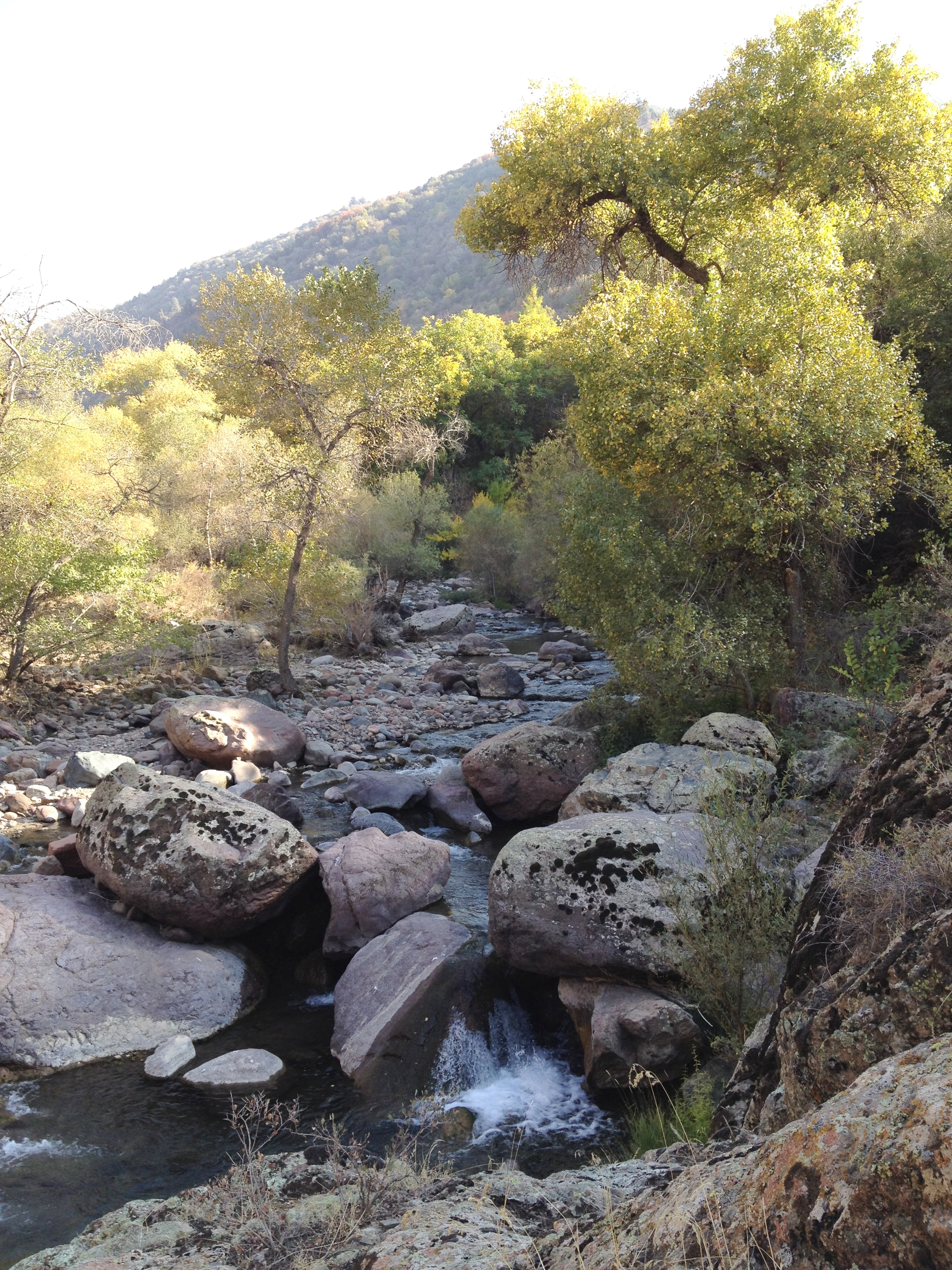
Parque nacional de Chatkal.

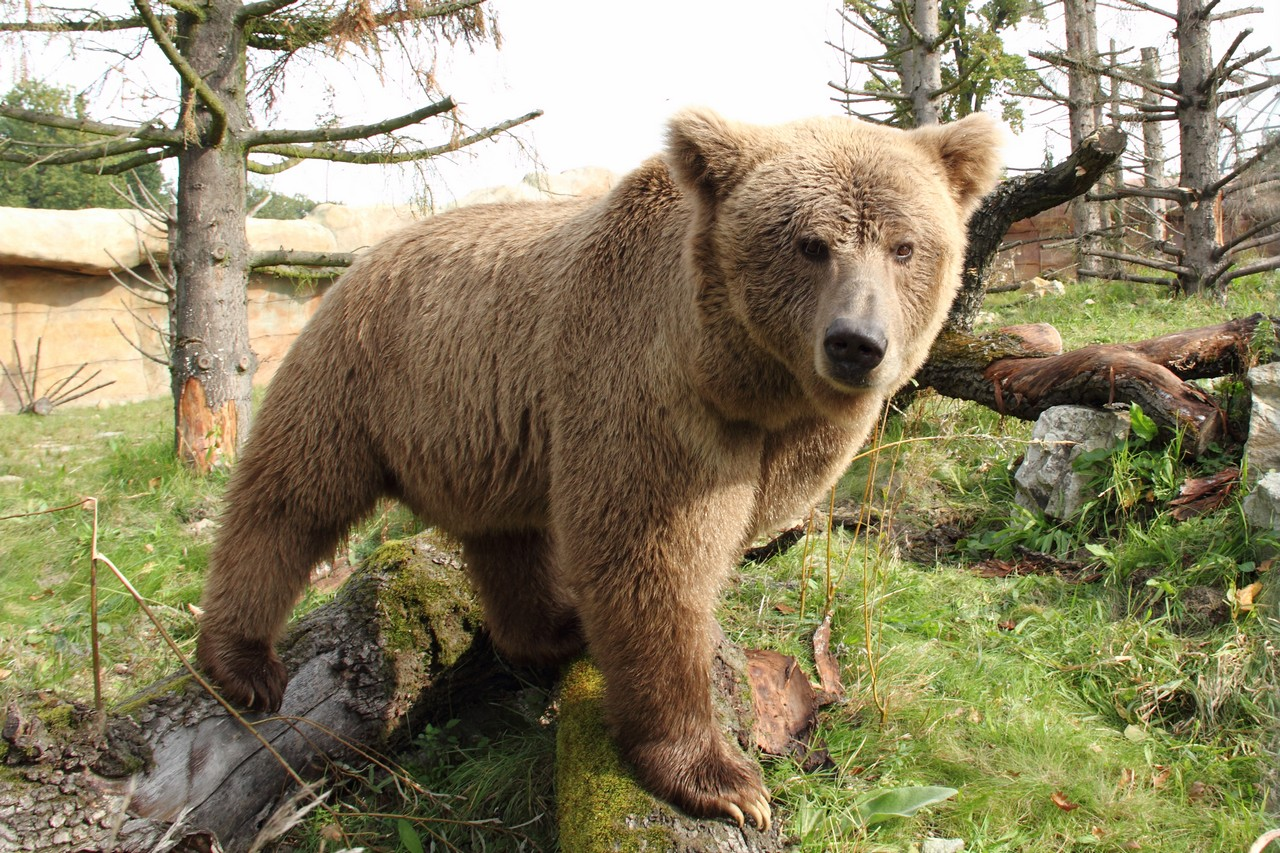
Oso pardo del Himalaya, presente en las montañas del Tien Shan, fotografiado en el zoo de Hluboka.

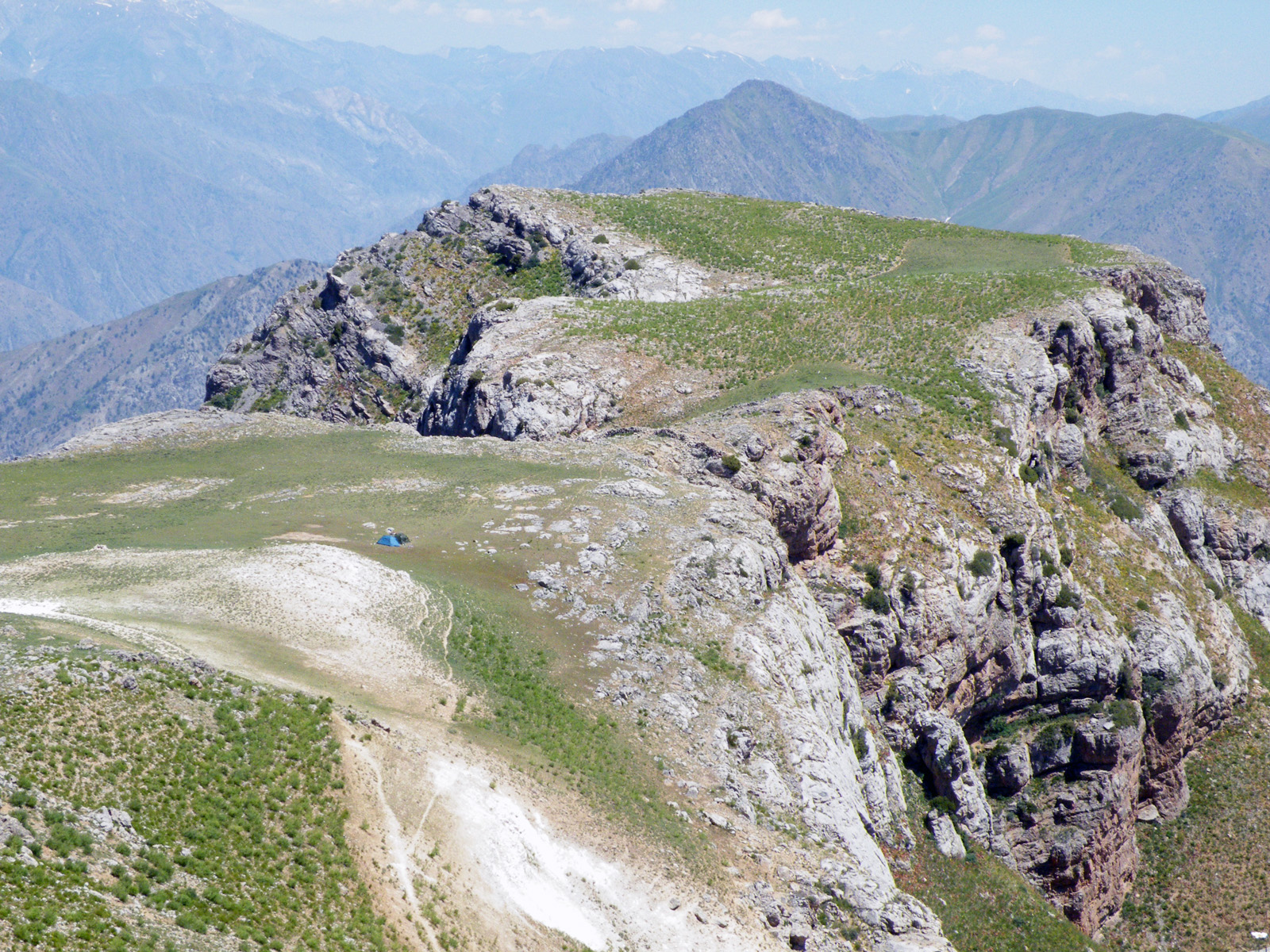
Cordillera de Chaktal

En Uzbekistán, con el 85% del territorio ocupado por desiertos y el 15% por montañas y colinas, hay unas 4374 especies de plantas vasculares, de las que el 20% son endémicas. Entre las más populares, la rosa mosqueta el Iris aucheri, la Alcea, la Filipendula, el nomeolvides, el pachuli, la esclarea, el cártamo, el Helianthus y la petunia. Entre las nativas, Tulipa linifolia y Tulipa clusiana. La mayoría crece en las montañas, aunque solo el 30% de las altas montañas están cubiertas de plantas, y la mayoría son de pequeño tamaño. A media montaña crecen arbustos, entre los que destaca la rosa canina, y en zonas más bajas crecen árboles caducifolios y principalmente abetos, algunos milenarios. Entre los demás, manzanos, espinos, pistachos, nogales, abedules, chopos y cerezos. Entre las matas bajas, la sabina rastrera. En los desiertos, destaca el saxaúl en Kyzyl Kum. Entre los animales, lobos, chacales y zorros en las zonas desérticas, además de ciervos de Bujara o bactrianos (Cervus elaphus bactrianus). En las montañas que bordean Kirguistán y Tayikistán, el oso pardo, la cabra montés, el lince de Bujara y el íbice, y entre las especies en peligro podría haber leopardo de las nieves y antílope saiga. Hay sesenta tipos de peces y numerosos invertebrados endémicos.

## Parques nacionales

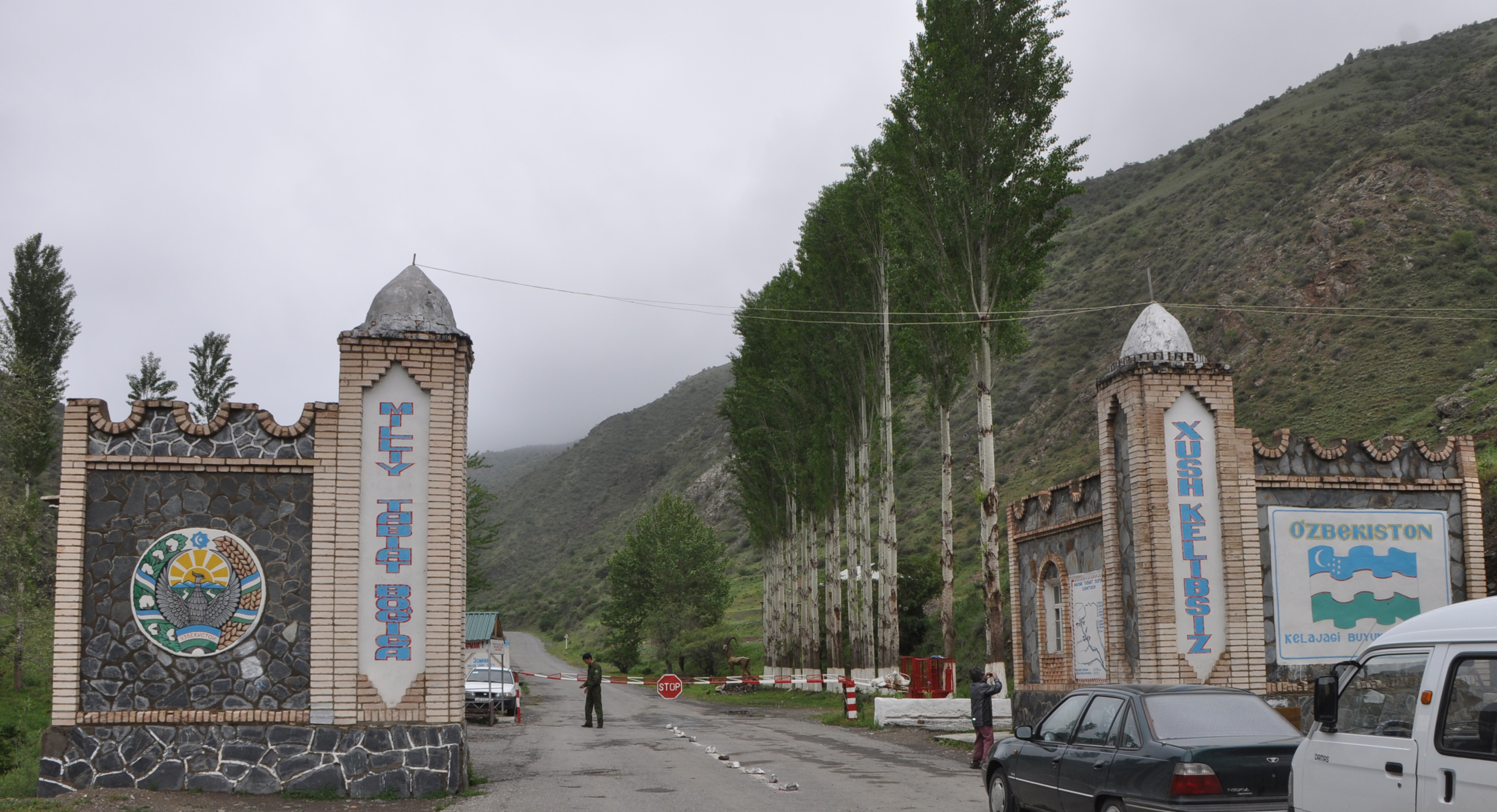
Entrada del parque nacional de Zaamin

- Parque nacional Zaamin, 482 km². Es la reserva más antigua, creada en 1926 como reserva natural, al norte de la parte occidental de la cordillera de Turquestán, cerca de Taskent, en las montañas Zaamin. En 1978 tenía 241 km². Se eleva desde los 1700 m en el valle de Guaralash hasta los 3571 del monte Guralash. Hay unas 700 especies de plantas (un nogal de 700 años) y 40 de mamíferos. Hay lince de Turkestán (Lynx lynx isabellinus), quebrantahuesos y oso tibetano.[6] El parque se creó para proteger un ecosistema único de pinos.[7] Otro de los valores del parque es el enebro de Asia Central (Juniperus semiglobosa), que alcanza los 18 m de altura y uno de los cuales tiene cerca de mil años.[8]

- Parque nacional de Ugam Chatkal, 11 492 km². En el nordeste de Tahskent, creado en 1992 a partir de la reserva de la biosfera de Chaktal. Se encuentra en la cordillera de Chaktal y el oeste de Tien Shan, englobando las reservas forestales de Akhangaran, Brichmulla y Chirchik. Se creó para proteger los bosques altos de Tien Shan, que forman un ecosistema único. También hay plantaciones de almendros, manzanos y pino negro. La fauna incluye 280 especies, de las que 44 son de mamíferos, 200 de aves, 16 de reptiles y 20 de peces. Destacan el oso pardo del Himalaya, el jabalí y las codornices. Hay unas 2200 especies de plantas, algunas endémicas, como ciertos tipos de tulipanes. Una de sus atracciones es el lago Charvak, en la zona más baja, a 890 m, y la cima más alta es el Gran Chimgan, de 3309 m. Hay cascadas de 30 a 40 m y petroglifos en la cueva Khodjikent. La nieve cubre las partes altas cuatro o cinco meses y las precipitaciones medias son de 650 mm en el monte Chimgan.[9]

## Refugios naturales
- Refugio de la naturaleza de Karnabchut, 400 km²
- Refugio de la naturaleza de Koshrabad, 165 km²
- Santuario de la naturaleza de Sangardakskiy, 265 km²

## Reservas naturales
- Reserva natural de Gissar, 1629 km². Reserva de montaña en la cordillera de Gissar. Forma parte del conjunto de cordilleras al oeste del Tien Shan, junto a las cordilleras Chaktal, Kurama, Kharzantau, Ugam y Pskem, al norte de Uzbekistán, mientras al sur se hallan las cordilleras de Turkestán, Malguzar y Nurután.[10] Las lluvias aumentan con la altitud y ya a 3200-3400 m son de 550 a 750 mm. La nieve dura más de dos meses y los suelos son de chernozem estapario. La flora de Gissar es la típica de montaña de Asia Central, con una cubierta esteparia de Festuca y Stipa en las alturas, y más abajo grama y Ferula. En esta zona hay pocos árboles, entre ellos la sabina, el arce, el ciruelo, el serbal, la manzana, el chopo, etc., con unas cien especies de aves, lobos, lobos, zorros, soso, jabalíes, etc.

- Reserva natural de Surkhan, 553 km². Contiene varias reservas, entre ellas la de Aral-Paigambar, en la cuenca alta del Amu Daria, cerdaa para conservar la vegetación de la llanura aluciar llamada tugai de bosque ribereño, conservado gracias a que la población musulmana local considera el lugar sagrado en torno a la mezquita de Zulkiphli. Llueve muy poco, unos 133 mm anuales.[12]

- Reserva natural de Chatkal, 714 km²
- Reserva natural de Nuratin, 355 km²

- Reserva natural de Zaamin, 537 km². En la vertiente norte de la parte occidental de la cordillera de Turkestán, entre 1700 y 3500 m. Creada para conservar los bosques de la sabina Juniperus seravschanica, una subespecie de sabina rastrera, que suele alcanza los diez metros de altura pero puede alcanzar los veinte metros.[13][14]

- Reserva natural de Baday-Tugay, 129 km². se creó en 1971 con 64 km² en Karakalpakistan, en la región del mar de Aral. Incluye profundos suelos aluviales con una elevada salinidad con un clima continental extremo, con mínimas de -30.oC en invierno y máximas de 40-45.oC en verano. Hiela durante 200 días al año y no caen más de 100 mm de precipitación. En este ambiente, crecen álamos, sauces y tarays. Hay 21 especies de mamíferos y 91 de aves, entre ellos el raro faisán Phasianus colchicus chrysomelas.

- Reserva natural de Zeravshan, 47 km².  A 15 km al sudeste de Samarkanda, entre Dzambai y el embalse de Pervomaisk en la orilla derecha del río Zeravshan en un paisaje humanizado con bosques de ribera con faisanes y el ciervo de Bujara. Puede helar durante seis meses y en verano se superan los 40.oC, con lluvias de 300 mm que caen en invierno y primavera.

- Reserva natural geológica de Kitab, 108 km². Creada en 1979 en Kashadarya con solo 54 km². Incluye características paleoestratigráficas de la provincia turania en el río Dzindarya, en las vertientes septentrionales de Sumsara y Karataga, y las vetientes sudocccidentales de la cordillera de Zeravshan, con al menos seis gargantas en la zona. Entre 1500 y 2500 m con rocas de entre 300-400 millones de años. El suelo es sierozem,[15] un tipo de suelo marrón grisáceo propio de clima desértico frío. Hiela durante tres meses y la nieve puede alcanzar un metro de altura hasta fundirse en marzo. La mitad del área está arbolada, un cuarto son laderas rocosas y el resto son praderas. Entre las plantas, Juniperus y Ephedra. Hay 35 tipos de plantas medicinales, y entre los árboles, además de las sabinas, arces, ciruelos, espinos y manzanos. Hay lobos, zorros, osos, jabalíes, garduñas y tejones.[16]

- Reserva natural de Kyzylkum, 101 km²

## Patrimonio mundial
- Reserva de la biosfera de las montañas Chaktal, 573 km². Cubre el extremo sudoccidental de la cordillera de Chaktal, entre los 1100 y los 4000 m de altitud, con una amplia diversidad de hábitats, estepas de montaña, bosques, roquedos, humedales alpinos, valles y bosques inundables. Hay unas 1300 especies de plantas. Más de la mitad del territorio está cubierto de árboles o arbustos, pero el bosque es bajo y abierto, y solo un tercio del territorio tiene una cobertura total de vegetación. Grupos aislados de Juniperus, manzanos, cerezos, abedules, sauces, chopos y nogales crecen en laderas y valles. Por su parte la sabina de Zerafshan (Juniperus serawchanica) domina el 24% del territorio. Se han catalogado 33 especies de mamíferos, 176 de aves, 11 de reptiles, dos de anfibios y cuatro de peces. Entre los animales en peligro, el posible leopardo de la nieves, la Marmota menzbieri, el lirón balcánico, el murciélago grande de herradura, el murciélago ratonero pardo el buitre negro, el cernícalo primilla, la paloma del Turquestán y el pico aliblanco. Hay restos arqueológicos de mil a dos mil años antes de Cristo.[17]

- Patrimonio de la humanidad de Tien Shan Occidental, 5282 km². Al oeste de una de las cordilleras más grandes del mundo, el Tien Shan, entre 770 y 4500 m de altitud, repartido entre Kazajistán, Kirguistán y Uzbekistán.[18] Este parque transfronterizo incluye varias reservas (Sary-Chelek, también reserva de la biosfera de la Unesco, Besh-Aral y Padysha-Ata). Incluye monumentos históricos y culturales de los siglos VI y VII, petroglifos y monumentos naturales, como los bosques de nogales. Su importancia radica en la presencia de numerosos árboles frutales, que comparte con la reserva de la biosfera de las montañas Chaktal.[19]

## Sitios Ramsar
- Sistema lacunar de Aydar-Arnasay, 5271 km². Inmenso lago artificial en el curso medio del Sir Daria, que incluye la estepa de Betpak-Dala (en ruso, estepa de Severnaya Golodnaya), en Kazajistán, y una parte del desierto de Kyzyl Kum, en Uzbekistán. La zona se encuentra en el cruce de los vuelos de las aves euroafricanas y de Asia Central, y es un centro de invernada y migración para numerosas aves acuáticas, con más de cien especies. Entre las amenazadas, la malvasía cabeciblanca, la avefría sociable, el pelícano ceñudo, la barnacla cuellirroja, el ánsar chico y el pigargo de Pallas. Entre la vegetación, que provee a las comunidades cercanas, plantas halófitas y Tamarix.[20]

- Lago Dengizkul, 313 km². En la provincia de Bujara, en el sudoeste del desierto de Kyzyl Kum, se secó a mediados de los años 50 a causa del exceso de regadío, pero se volvió a llenar desde 1966 y se convirtió en un refugio importante para las aves. Está en el paso de las migraciones desde el oeste de Siberia y Kazajistán a los sitios de invernada de India y Pakistán. Las variaciones diarias y anuales de temperatura son muy elevadas en este lugar, con lluvias esporádicas. La reserva está en la parte oriental de la depresión de Zarafshanskaya, en el curso medio del río Zeravshan, con sus canales activos y abandonados, y sus suelos aluviales. Las aguas suben en verano y bajan en invierno. Durante la crecida, se inunda el 30% de la reserva. Cuando el agua baja, el 70% de la reserva queda al descubierto. El bosque ribereño del tipo tugai está bien desarrollado. La zona más rica es el noroeste, donde los acuíferos están más de dos metros por debajo de la superficie. Hay unas 218 especies de aves, de las que 14 son residentes, 51 anidan, 57 invernan y 96 están de paso.[21]

#### Reservas de la naturaleza potenciales
La Fundación Michael Succow para la protección de la naturaleza propuso en 2019 la creación de tres reservas naturales por el interés de la flora y la fauna en zonas poco perturbadas.
- Ecocentro Jeiran, 200 km², cerca de Bujara. Hay grandes rebaños de gacela persa (conocida localmente como jeyran), así como los reintroducidos caballo de Przewalski y kulan turcomano. También hay hubara, porrón pardo y cerceta pardilla.[23]

- Hissar Zapovednik, 812 km². En la provincia de Kashkadar, vertiente occidental de la cordillera Gissar. Se trata de un hábitat alpino entre 1750 y 4350 m, con oso pardo, lince boreal y leopardo de las nieves.

- Surkhan Zapovednik, 250 km², en la frontera con Turkmenistán, cuenca alta del Amu Daria. Hay cabra marjor y oveja karakul.